# Hôtel Continental (Bruxelles)
L'Hôtel Continental est un édifice de style éclectique construit en 1874 à Bruxelles en Belgique par l'architecte Eugène Carpentier (1819-1886), à la suite des travaux de voûtement de la Senne et de la création des « boulevards du Centre ».

## Localisation
L'immeuble se dresse au numéro 41 de la place de Brouckère dont il ferme le côté nord, entre le boulevard Adolphe Max et le boulevard Émile Jacqmain.
Du côté du boulevard Adolphe Max, il fait face à d'autres édifices de style éclectique datant de la création des « boulevards du Centre », à savoir le Passage du Nord (architecte Henri Rieck) et la Maison des chats (architecte Henri Beyaert).

## Historique

### Voûtement de la Senne et création des boulevards du Centre
Décrite, au XVIIIe siècle encore, comme une rivière au « cours utile et agréable », la Senne n'est plus, au siècle suivant, qu'un « dépotoir, non seulement des industries groupées sur ses bords, mais de toutes les maisons riveraines ».
En 1865, le roi Léopold II, s'adressant au jeune bourgmestre de Bruxelles Jules Anspach, formule le vœu que Bruxelles « réussira à se débarrasser de ce cloaque qu'on appelle la Senne » avant la fin de son règne.
En octobre 1865, le conseil communal de la ville de Bruxelles adopte un projet établi par l'architecte Léon Suys qui vise à supprimer les bras secondaires de la rivière, à rectifier le cours sinueux de son bras principal et à le voûter entre la gare du Midi et le nord de la ville.
C'est ainsi qu'apparaissent les boulevards du centre (nommés initialement boulevard du Hainaut, Central, du Nord et de la Senne et renommés ultérieurement boulevard Lemonnier, Anspach, Max et Jacqmain).

### Construction de l'Hôtel Continental
C'est dans ce contexte de création des « boulevards du Centre » que l'architecte Eugène Carpentier conçoit l'Hôtel Continental en 1873. L'immeuble est construit en 1874 ,.
Bien que l'Hôtel Continental semble conçu pour clore la perspective monumentale des boulevards du Centre, tel n'était pas le dessein de Carpentier. En effet, lorsqu'il en dessine les plans en 1873, le site de la place de Brouckère est encore occupé par l'église des Augustins, édifice baroque qui était conservé dans le projet de Suys pour fermer la perspective du boulevard Anspach.
Ce n'est que 20 ans plus tard, en 1893, que l'église des Augustins, considérée comme un obstacle à la circulation et comme une masure informe, est démolie pour dégager la place et que l'Hôtel Continental la remplace dans son rôle de point d'orgue de la perspective monumentale des boulevards du Centre, épaulé en cela à partir de 1897 par la fontaine Anspach,.
L'immeuble était initialement coiffé d'une imposante toiture surmontée d'un groupe symbolisant le Festin, sculpté par Louis Samain, mais cette toiture a été fortement simplifiée après un incendie en 1901. Le groupe sculpté, disparu, est remplacé depuis des décennies par une grande enseigne lumineuse Coca-Cola bien connue des Bruxellois.

## Architecture
L'Hôtel Continental emprunte son langage formel à l'agrandissement du palais du Louvre (par exemple Aile Richelieu), réalisé au XIXe siècle par Louis Visconti et Hector-Martin Lefuel.

## Accessibilité
| ___ | Ce site est desservi par la station de métro : De Brouckère. |